# Église Saint-Julien d'Espirat
Pour les articles homonymes, voir Église Saint-Julien.
L'église Saint-Julien est une église catholique située à Espirat, en France.

## Localisation
L'église est située dans le département français du Puy-de-Dôme, sur la commune d'Espirat.

## Historique
L'édifice, érigé au 12e siècle, est classé au titre des monuments historiques en 1926.